# طلوع آفتاب (رمان)
طلوع آفتاب رمانی است نوشته الی ویزل، نویسنده اهل رومانی، فعال سیاسی، برنده جایزه صلح نوبل و از بازماندگان هولوکاست. این رمان خاطرات مستقیم نویسنده از اردوگاه‌های نازی است.
کتاب به سبکی خُشک و اساسی به نحوی نوشته شده‌است که سراسر آن را کنایات و استعارات مذهبی، اخلاقی و فلسفی که از خصوصیات فکر نویسنده‌است، در بر می‌گیرد. تراژدی غم‌انگیز تغییر هویت و شخصیت متقابل قربانی به جلاد و جلاد به قربانی در هاله‌ای از وهم، پریشانی و خیال منعکس می‌شود که به دنبال خود سئوالات همیشگی پیرامون نقش خدا، گناه انسان، قسمت، تقدیر و غیره را دربردارد.
این کتاب را بهمن رییسی دهکردی به فارسی برگردانده است.